# Hövändare

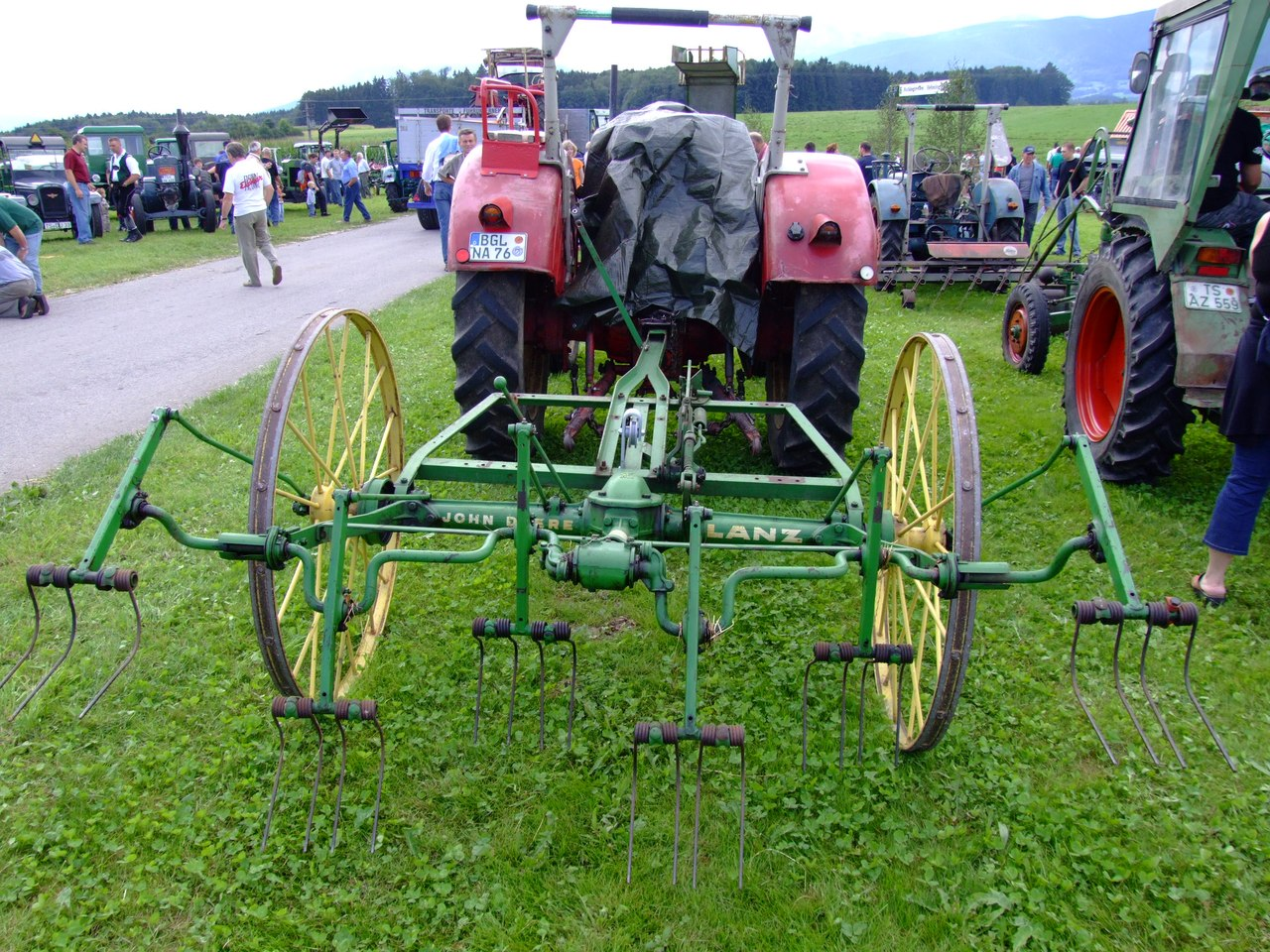
Gammal bogserad hövändare.

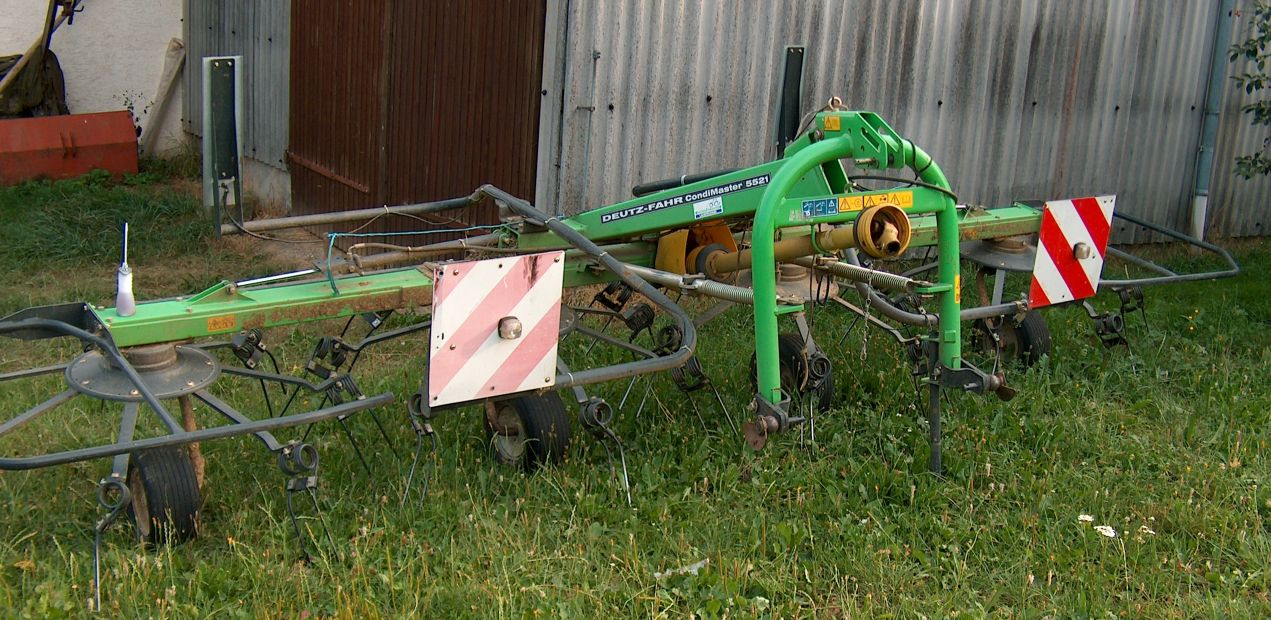
Buren rotorhövändare med 4 rotorer och hydraulisk uppfällning.

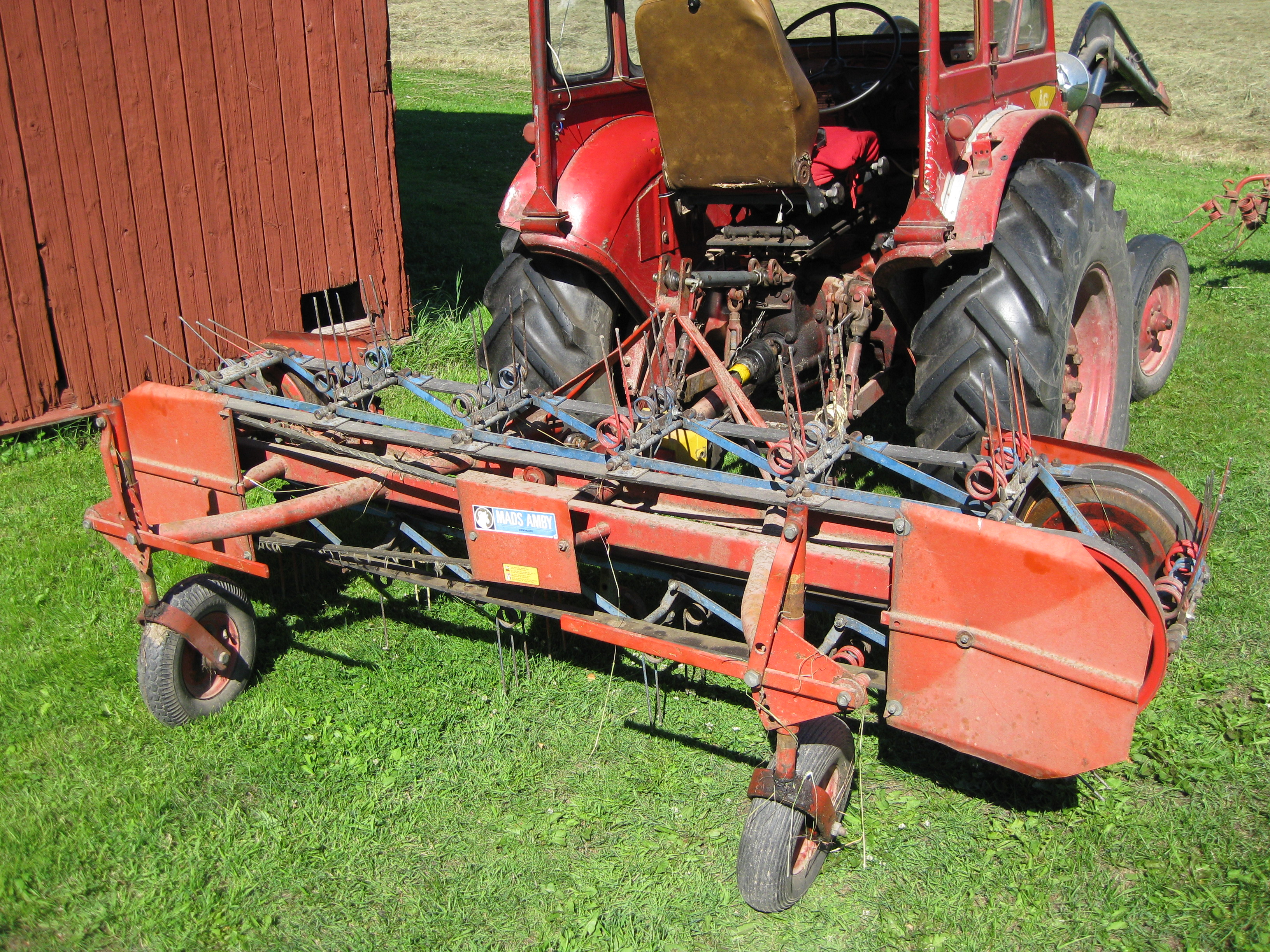
En sidoräfsa monterad efter en BM 230 Victor.

Hövändare är ett jordbruksredskap som används för vändning av slagna vallväxter i syfte att påskynda torkningsprocessen. Den används primärt i samband med produktion av hö som, i motsats till ensilage, bara kan lagras in vid en relativt hög torrsubstanshalt. 
De är vanligt att man först sprider ut gräset efter slåttern (om inte slåttermaskinen klarar att bredsprida materialet) och sedan vänder på gräset ytterligare åtminstone en gång till när toppskiktet har torkat till. Besvärlig väderlek kan göra det nödvändigt med betydligt fler vändningar för att höet ska bli lagringsdugligt. 
Kraftdrivningen kan endera komma ifrån de stora hjulen eller en traktors kraftuttag. Det första används på hövändare som bogseras efter häst (eller sådana ombyggda till traktorbogsering) och det andra för moderna traktordrivna hövändare.
De första typerna (som kunde vara både till häst och traktor) kastade höet bakåt, räfsarmarna var placerade på vevaxlar som gjorde att de upprepat höjde och sänkte sig när de räfsade höet bakåt.

## Rotorhövändare
Rotorhövändare är en hövändare som endast kopplas till traktor och således drivs av kraftuttaget. Höet sprids jämnt över fältet, likt en tunn matta. Rotorerna är monterade i bredd (i traktorns körriktning) och har nästintill vertikal rotationsaxel (lite lutande gör att materialet tas upp bra och slängs iväg längre). Modeller med 2 till 10 rotorer finns. På varje rotor finns 6-8 rotorarmar som i änden har fjädrande räfspinnar, som slungar höet bakåt. Tvårotorig hövändare finns även som en kombinerad maskin, en sådan har två avtagbara strängformarrullar (eller annan anordning) för att även kunna stränga höet, vilket annars görs med en speciell strängläggare.
Rotorhövändare finns såväl för bogsering som burna (max 8 rotorer) i traktorns trepunktslyft. Omställning till transportläge kan göras såväl manuellt som hydrauliskt.

## Sidoräfsa
En sidoräfsa har räfspinnarna monterade några stycken bredvid varandra på en axel. Många grupper av axlar är fästa på ett band som har rotationsaxeln i traktorns färdriktning. Detta gör att sidoräfsan som namnet antyder räfsar höet åt sidan, som hamnar i en lös sträng. Arbetsbredden är 2 till 3 meter beroende på modell och likt rotorhövändare drivs den av traktorns kraftuttag. Idag används inte sidoräfsan förutom i småskaliga- och hobbyjordbruk då strängarna inte torkar gräset lika bra som när det är utspritt på fältet som rotorhövändaren gör. Den längre torktiden ökar risken för att höet ska bli förstört av nederbörd.
Strängen som skapas är inte så lämpad för en balpress att ta upp med sin pick-up eftersom bredden beror helt på mängden hö. Med en stor mängd hö så skapas en bred sträng (det kastas iväg mer åt sidan) men är det liten mängd så blir den smal. För upptagning med pick-up är det att föredra fast bredd på strängen men tillåtet att den är olika hög (mängden hö). Lösningen är en stor fast räfsa (eller strängformarduk) monterad på den sida höet kastas åt.